# Rue du Pré
La rue du Pré est une voie du 18e arrondissement de Paris, en France.

## Situation et accès

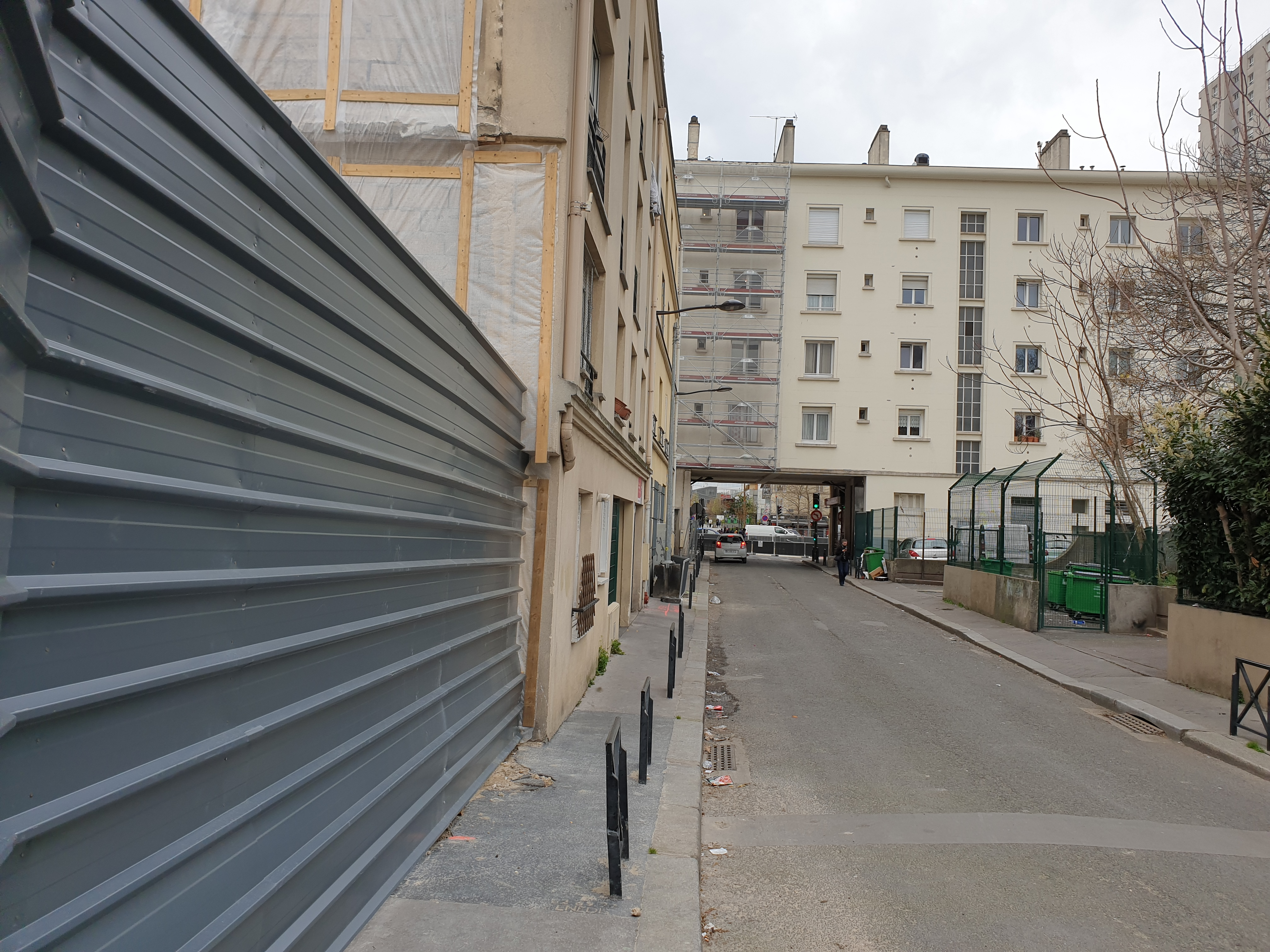
Le porche d'entrée de la rue.

La rue du Pré est une voie publique située dans le 18e arrondissement de Paris. Elle débute au 92, rue de la Chapelle et se termine en impasse. Elle se caractérise par une entrée qui débute par un porche rectangulaire passant sous un immeuble d’habitation.

## Origine du nom

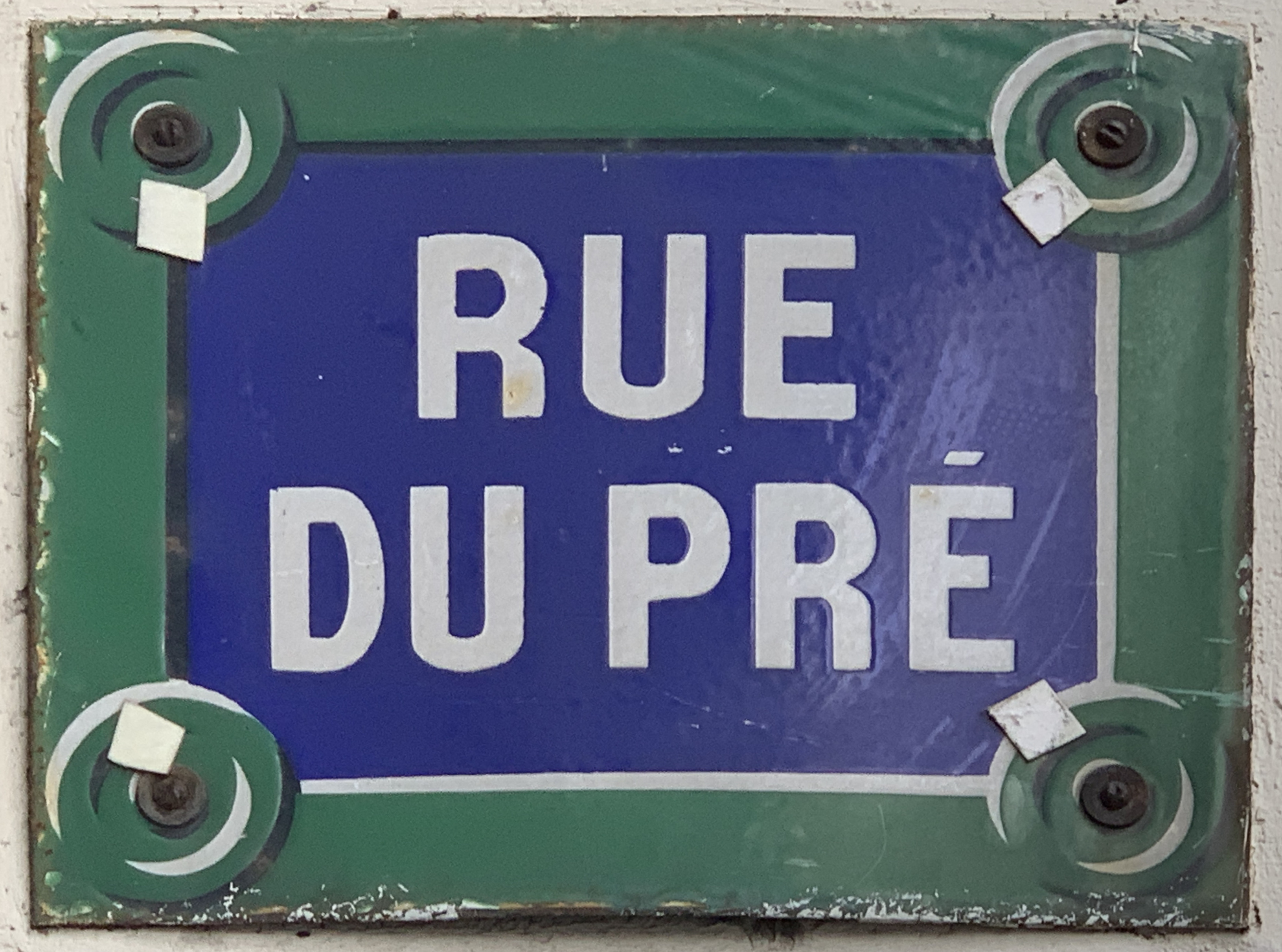
Plaque Rue du Pré, juin 2021.

Elle porte le nom d'un ancien lieu-dit appelé « le Pré Maudit » à cause d'un ancien pré qu'on disait maudit, parce que, d'après une légende, tous les bestiaux qui y paissaient mouraient dans l'année et que rien ne voulait y pousser. 

## Historique
Lucien Lambeau évoque un arrêt du 7 septembre 1661, relatif à un différend entre l’abbaye de Saint-Denis et le curé de La Chapelle, dans lequel le lieu-dit est dénommé «  Pré-Mauduit ».
Sur la plan terrier de la seigneurie de La Chapelle-Saint-Denis, daté de 1704-1705, on y voit un vaste territoire de champs et de cultures appelé « Le pré Maudit » ou «  Guigne-Barat ».

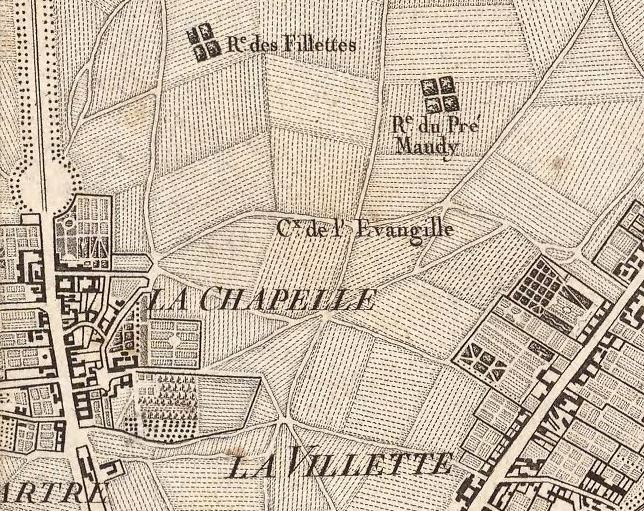
Carte des Chasses du Roi, remise du Pré-Maudy, fin du XVIIIe siècle.

La remise du Pré-Maudy est représentée sur la carte des Chasses du Roi, créée par Jean-Baptiste Berthier en deux périodes, de 1764 à 1773 et de 1801 à 1807.
Une voie de l'ancienne commune de La Chapelle, est officiellement ouverte vers 1840 sous le nom de « rue du Pré-Maudit ».
Un tronçon de cette voie d'une longueur d'environ 280 m a été englobé dans la gare aux marchandises des chemins de fer du Nord. À terme, cette gare est destinée à devenir le parc Chapelle-Charbon où la rue aura un accès direct.
Elle est classée dans la voirie parisienne par un décret du 23 mai 1863 puis prend sa dénomination actuelle par un arrêté du 20 septembre 1920.

## Anecdotes
En 1417, une troupe de Bohémiens campa dans un champ devant La Chapelle, car on ne voulut pas les laisser entrer dans Paris,. L’évêque de Paris, à cette époque Gérard de Montaigu, les excommunia et ce pourrait être une autre origine du nom de cet endroit.
En 1880, cette rue a été le théâtre d'un fait divers sordide : la découverte du corps dépecé d'Alexandre Lenoble dans les égouts de la rue de La Chapelle. Le coupable, Victor Prévost, fut guillotiné le 19 janvier 1880 à la prison de la Grande Roquette.
L'empoisonneuse Jeanne Weber a été surnommée « l'ogresse du Pré-Maudit » car c'est au no 7 de cette rue qu'en 1905 elle commit un de ses forfaits, étranglant ses nièces Suzanne et Georgette,.